# 奥特罗日基农村居民点
奥特罗日基农村居民点（俄语：Отрожкинское сельское поселение）是俄罗斯联邦伏尔加格勒州绥拉菲摩维奇区所属的一个农村居民点。其下辖有3个居民点，行政中心为奥特罗日基。据2016年统计，该农村居民点的人口为609人。